# 南海高速道路第三支線
南海高速道路第三支線（ナメこうそくどうろだいさんしせん、105号線）は、慶尚南道昌原市から金海市に至る全長15.3キロの高速道路である。書類上の別名は釜山港新港高速道路。

## 概要
釜山新港の整備事業では複数の道路整備事業が含まれていて、第一背後道路として国家支援地方道69号が開通され、南海高速道路や中央高速道路支線への連絡機能を持っていたものの、高速道路ではなかった。そのため、直通する高速道路の必要が上がっていたところ、釜山港新港第二背後道路として整備された道路である。なお、民間資本による事業として同名の株式会社が管轄している。
地形により長いトンネルが多く、全てのICに片側への出入りランプのみが設置されている。
なお、第三支線に名乗る路線としては1992年から1996年の間、高速国道6-3号として指定されていた河東～光陽連結道路（現・国道59号産業路）があるが、本路線との関係はない。

### 路線データ
- 起点：慶尚南道昌原市鎮海区南門洞（新港交差点）
- 終点：慶尚南道金海市進礼面（進礼JCT）
- 全長：15.3 km
- 管理会社：釜山新港第二背後道路株式会社
- 制限最高速度：100 km/h
- 制限最低速度：50 km/h
- 車線数：全区間4車線

## 歴史
- 2008年11月17日 慶尚南道鎮海市（現・昌原市鎮海区）と金海市を結ぶ高速国道105号南海高速道路第三支線を指定[1]
- 2012年7月13日 新港交差点～進礼JCT間着工
- 2017年1月13日 全区間開通[2]

## 道路状況

### 交通量
24時間交通量（台） 交通量統計年報（随時統計）
| 区間                       | 2017年 | 2020年 | 2022年 |
| -------------------------- | ------ | ------ | ------ |
| 新港交差点 - 鎮海TG・IC    | 12,948 | 11,133 | 13,076 |
| 鎮海TG・IC - 大清IC        | 12,851 | 34,590 | 38,923 |
| 大清IC - 南進礼IC・進礼JCT | 10,104 | 22,363 | 26,279 |

## インターチェンジなど
- 全区間慶尚南道所在

| IC 番号 | 施設名        | 施設名                  | 接続路線名               | 起点 から (km) | 備考                                        | 所在地 |
| ------- | ------------- | ----------------------- | ------------------------ | -------------- | ------------------------------------------- | ------ |
|         | 新港交差点    | 신항 교차로             | 新港背後路・新港北路     | 0.0            |                                             | 昌原市 |
| 1       | 鎮海TG 鎮海IC | 진해 요금소 진해 나들목 | 鎮海産業路               | 5.1            | 本線料金所 IC併設（進礼方面のみ出入り可能） | 昌原市 |
| 2       | 大清IC        | 대청 나들목             | 地方道1020号（金冠大路） | 9.5            | 新港方面のみ出入り可能                      | 金海市 |
| 3       | 南進礼IC      | 남진례 나들목           | 地方道1042号（西部路）   | 15.0           | 新港方面のみ出入り可能                      | 金海市 |
| 4       | 進礼JCT       | 진례 분기점             | 高速国道10号南海線       | 15.3           |                                             | 金海市 |